# Stratocumulus
Le stratocumulus est un genre de nuage appartenant à l'étage inférieur et situé à une altitude comprise entre 500 et 2 500 m,. Son épaisseur est de 6000m.
Il est d'origine convective, mais son extension verticale est immédiatement limitée par la stabilité de la masse d'air.
Visuellement, ce sont de larges masses sombres et arrondies, habituellement en groupe, lignes ou vagues. Pris isolément, ces nuages sont plus gros que ceux du type altocumulus et l'ensemble se situe à plus basse altitude (habituellement en dessous de 2 000 mètres). Même s'il peut sembler menaçant, ce nuage donne rarement des précipitations. Quand celles-ci surviennent, elles sont sous forme de faible pluie ou de bruine au-dessus du point de congélation, ou sous forme de neige ou de neige roulée quand elle est inférieure. Toutefois, on remarquera que contrairement à Météo-France, l'Atlas international des nuages dit explicitement que la bruine ne peut provenir que de stratus. Il semble toutefois plausible que les stratocumulus maritimes puissent produire de la bruine vu leur faible épaisseur.

## Formation
La cause la plus fréquente de leur formation réside dans l'existence d'une couche limite composée d'air stable qui surmonte les courants ascendants et vient ainsi freiner le développement vertical de nuages convectifs (ceux-ci ont alors tendance à s'étaler latéralement au niveau de cette couche en donnant naissance à un banc de stratocumulus qui, parfois, subsiste seul après que les nuages convectifs se sont désagrégés),.
Des bancs de stratocumulus peuvent aussi se former par soulèvement ou agitation convective de stratus ou bien, au contraire, sous l'effet de nuages plus élevés : épaississement des éléments constitutifs d'altocumulus, évolution d'un nimbostratus, action de la turbulence et de la convection dans les couches d'air humidifiées par l'évaporation des précipitations issues d'altostratus ou de nimbostratus.

### Nuage d'origine

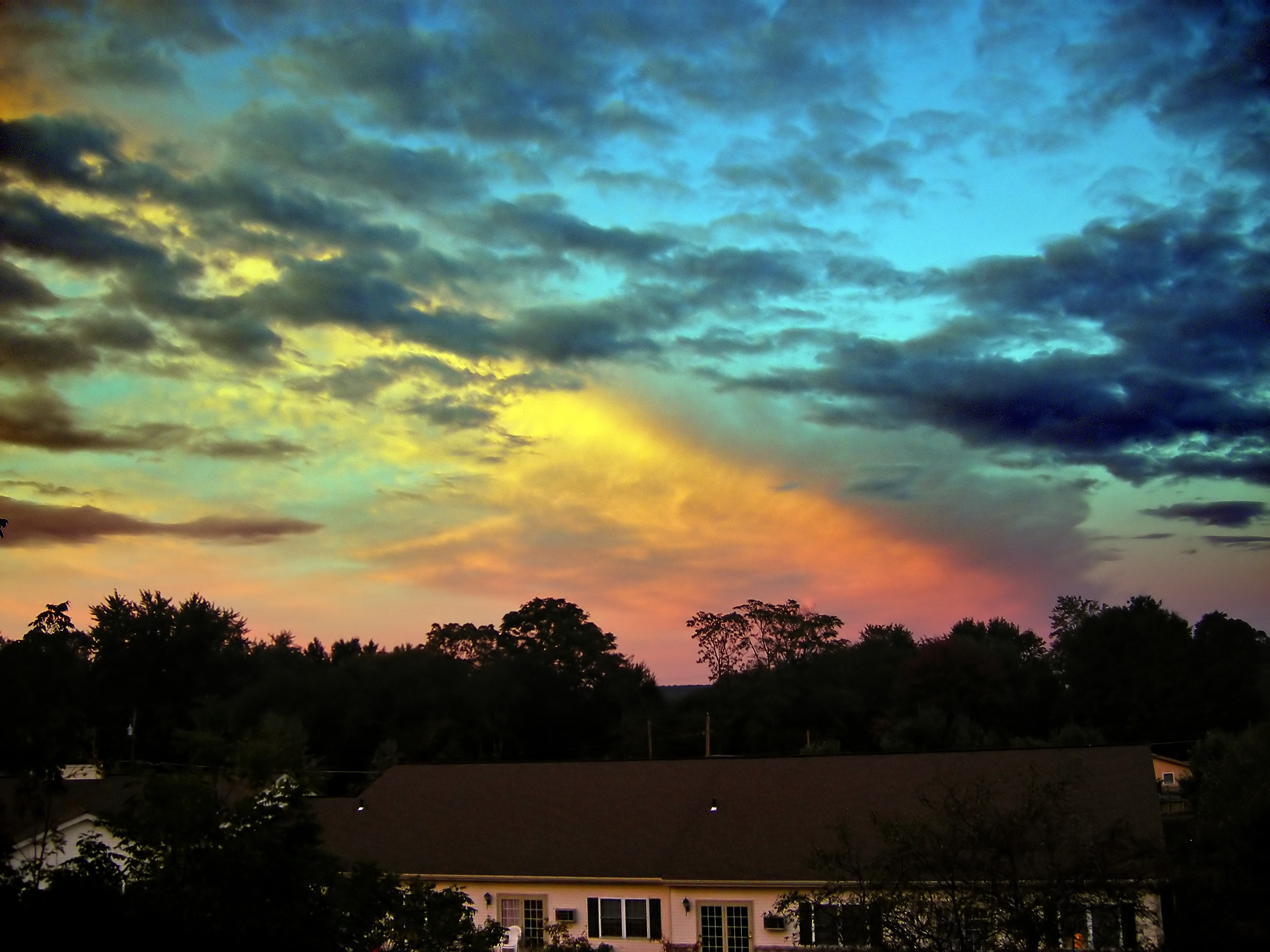
Stratocumulus vesperalis en avant d'un orage

#### Stratocumulus vesperalis (ou cumulomutatus)
Le stratocumulus vesperalis est l'ancien nom avant 1956 du stratocumulus cumulomutatus,.
Il se forme en général en fin d'après-midi il peut être annonciateur d'orages à venir.

#### Stratocumulus cumulogenitus
Le stratocumulus cumulogenitus est souvent appelé stratocumulus d'étalement par les pilotes de planeur. Il provient du blocage de la convection au niveau de la couche d'inversion qui a un fort taux d'humidité. Les cumulus n'ont pas le temps de s'évaporer et ils vont s'étaler horizontalement. Lorsque l'humidité est importante au-dessous de la couche d'inversion, des stratocumulus vont se former et engendrer une nébulosité de 4 à 6 octas. Une condition suffisante est que l'écart entre le point de rosée et la température soit inférieur à 4 K sur une épaisseur de 300 à 500 m. Les cumulus vont s'étaler entre 1 heure et 1 heure 30 après le début de leur formation. Dans le cas où l'humidité est importante au-dessus de la couche d'inversion, les stratocumulus vont se former rapidement et couvrir de grandes surfaces. Cela se produit lorsqu'une masse d'air humide est advectée.

## Espèces et variétés
Les stratocumulus sont divisés par espèces et variétés.

### Espèces
Stratocumulus castellanus
Stratocumulus qui présente, dans une partie au moins de sa région supérieure, des protubérances convectives en forme de petites tours, ce qui donne généralement à ces nuages un aspect crénelé. Ces petites tours, dont certaines sont plus hautes que larges, reposent sur une base commune et paraissent disposées en lignes ce qui est particulièrement apparent lorsque les nuages sont observés de profil.
Stratocumulus lenticularis
C'est un type de stratocumulus stationnaire en forme de profil d'aile d'avion qu'on retrouve en aval du sommet des montagnes sous le vent. En réalité, il se reforme en permanence du côté du vent et se dissout de l'autre côté, réalisant un nuage stationnaire contrastant avec le vent horizontal fort à cette altitude qui devrait le déplacer rapidement.
Stratocumulus stratiformis
Il s'agit de nuages étalés en couche ou en nappe horizontale de grande étendue et rappelant ainsi l'aspect d'un stratus

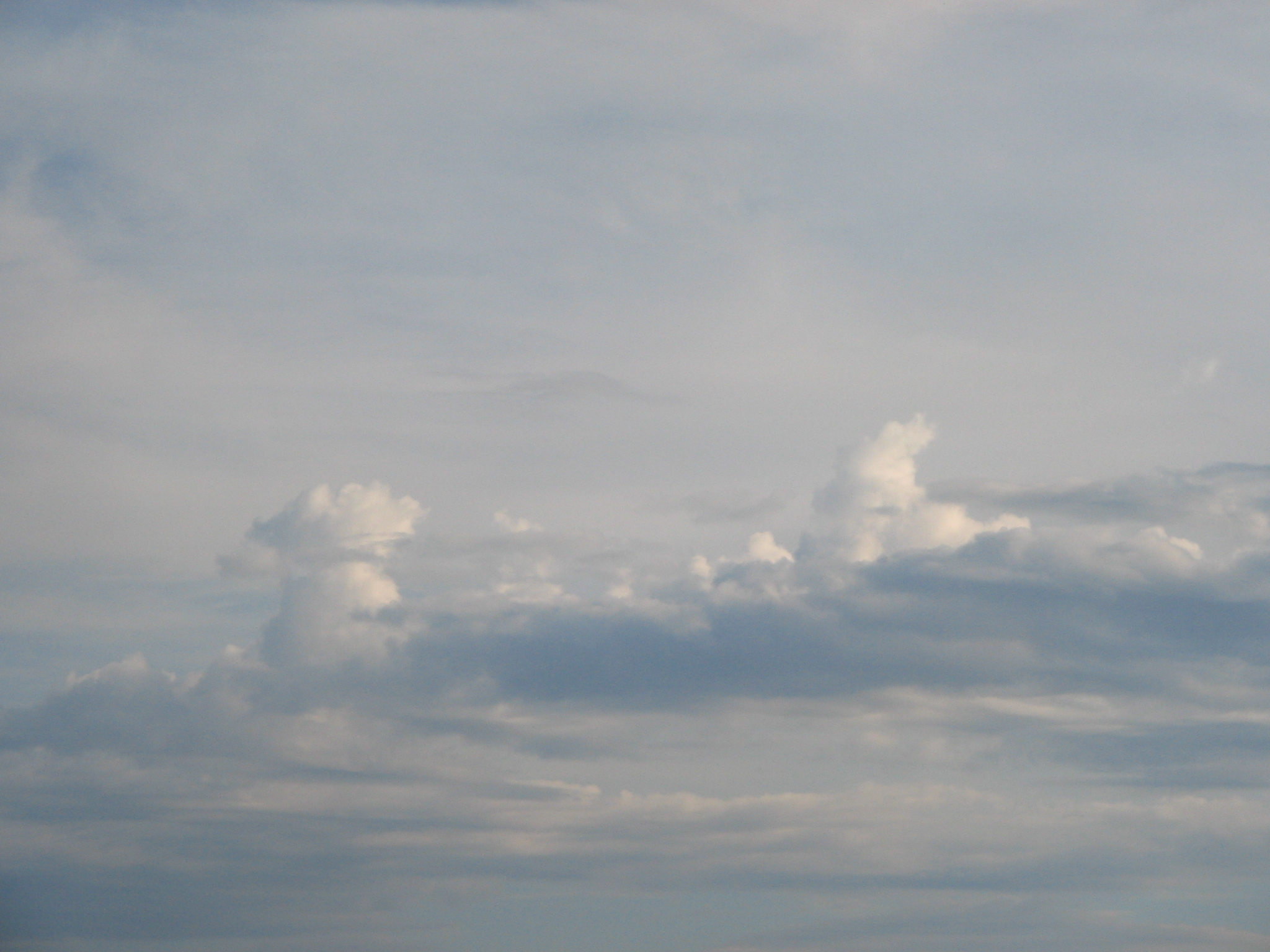
Stratocumulus castellanus
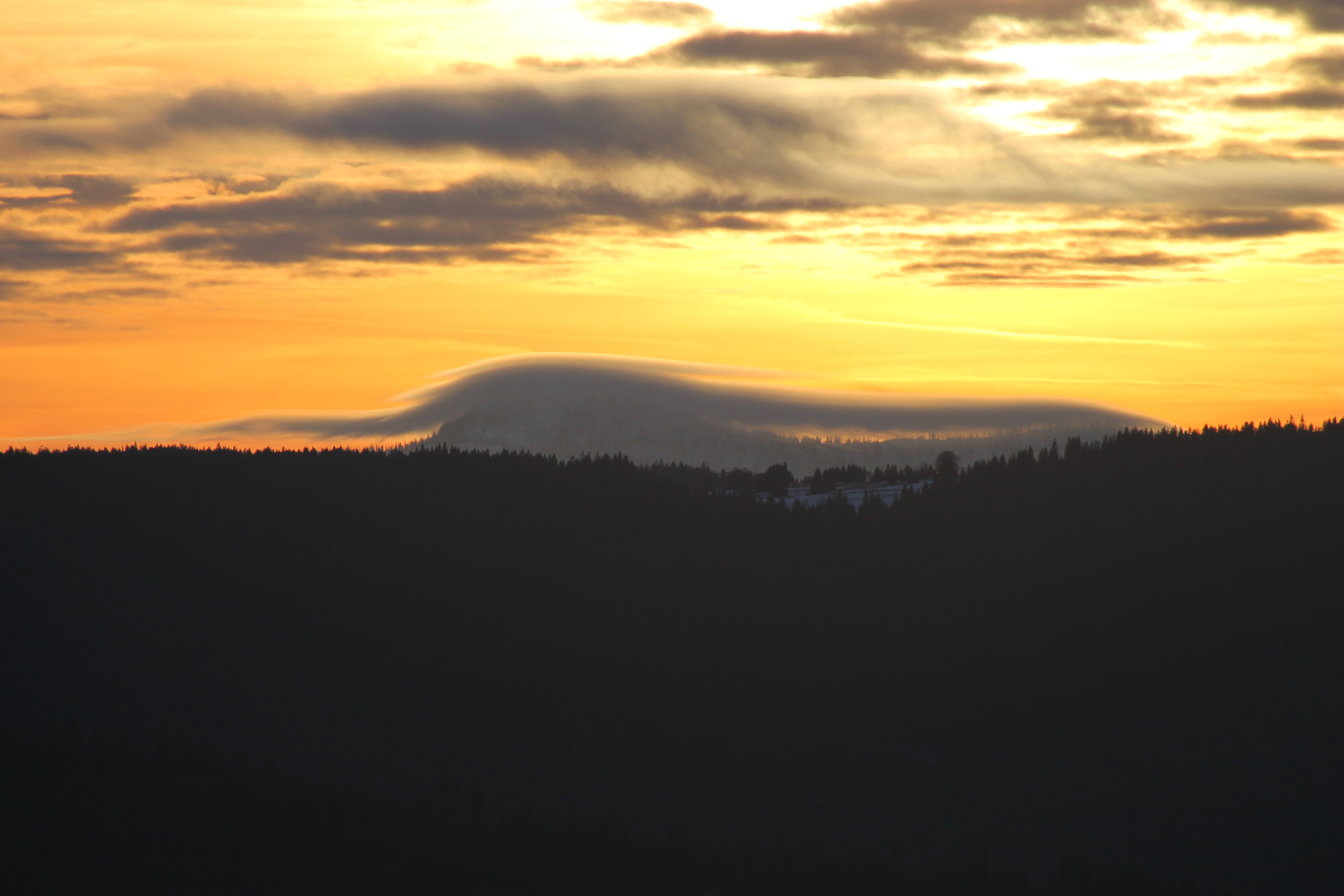
Stratocumulus lenticularis formé au-dessus du Großer Rachel
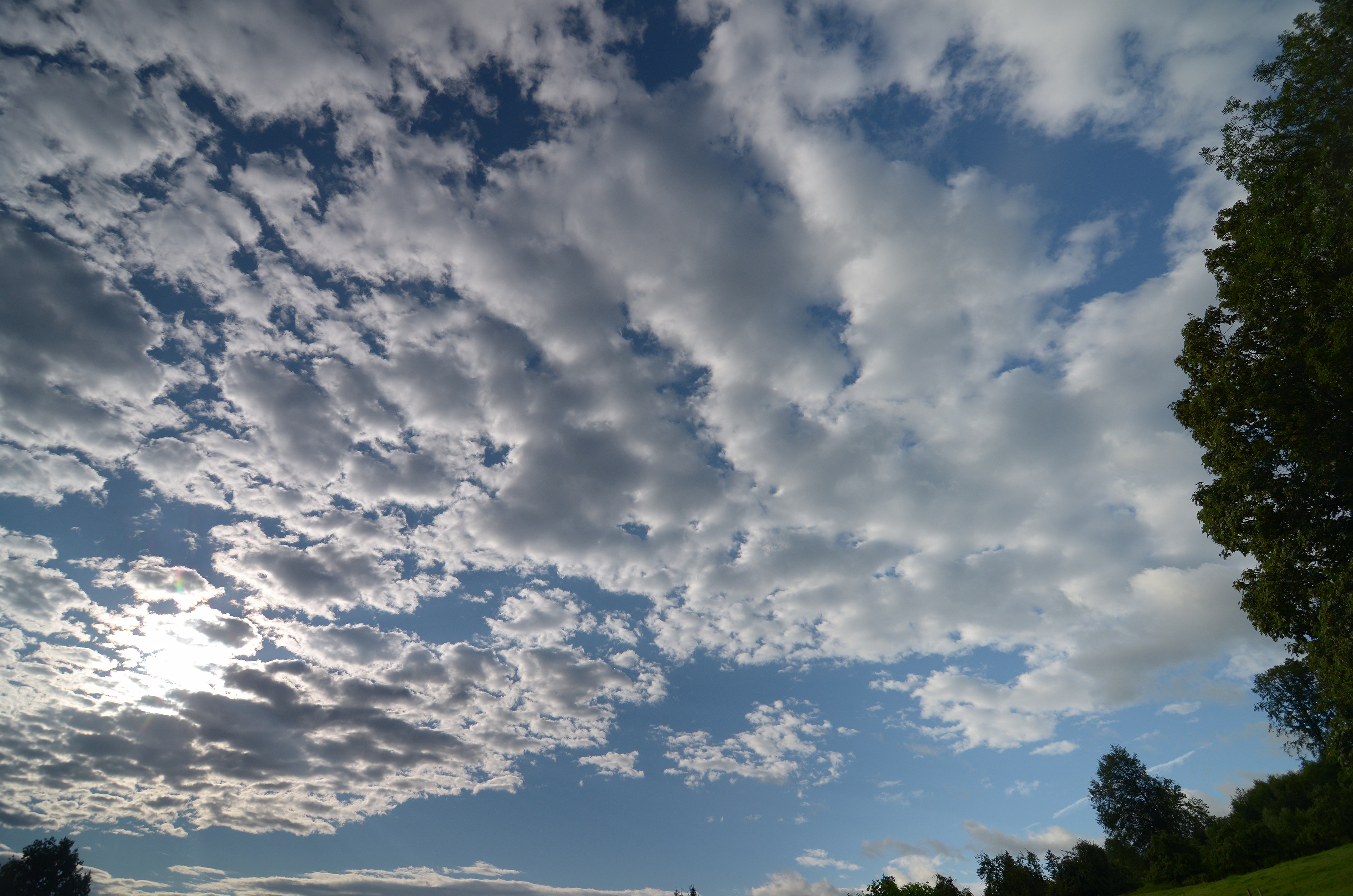
Stratocumulus stratiformis

### Variétés
Les stratocumulus sont des nuages en bancs, nappes ou couches superposés qui prennent différents aspects :
Stratocumulus duplicatus
Les couches sont superposées à des niveaux peu différents et parfois partiellement soudés.
Stratocumulus lacunosus
Les couches, généralement assez minces, sont caractérisés par la présence de trous limpides et arrondis, répartis plus ou moins régulièrement et dont plusieurs ont des bords effilochés. Les éléments nuageux et les trous limpides sont souvent disposés de telle manière que leur aspect suggère celui d'un filet ou d'un gâteau de miel.
Stratocumulus opacus
Les couches sont suffisamment opaques pour masquer complètement le Soleil ou la Lune.
Stratocumulus perlucidus
Les couches présentent des interstices bien marqués mais parfois très petits entre leurs éléments. Ces derniers permettent d'apercevoir le Soleil, la Lune, le bleu du ciel ou des nuages situés au-dessus.
Stratocumulus radiatus
Les nuages sont en larges bandes parallèles qui, par suite de l'effet de la perspective, semblent converger vers un point de l'horizon ou, lorsque les bandes traversent entièrement le ciel, vers deux points opposés de l'horizon, appelés « point(s) de radiation ».
Stratocumulus translucidus
Les couches sont suffisamment translucides pour laisser apparaître la position du Soleil ou de la Lune.
Stratocumulus undulatus
Les couches présentent des ondulations qui peuvent être observées dans une couche nuageuse assez uniforme ou dans des nuages composés d'éléments soudés ou non.

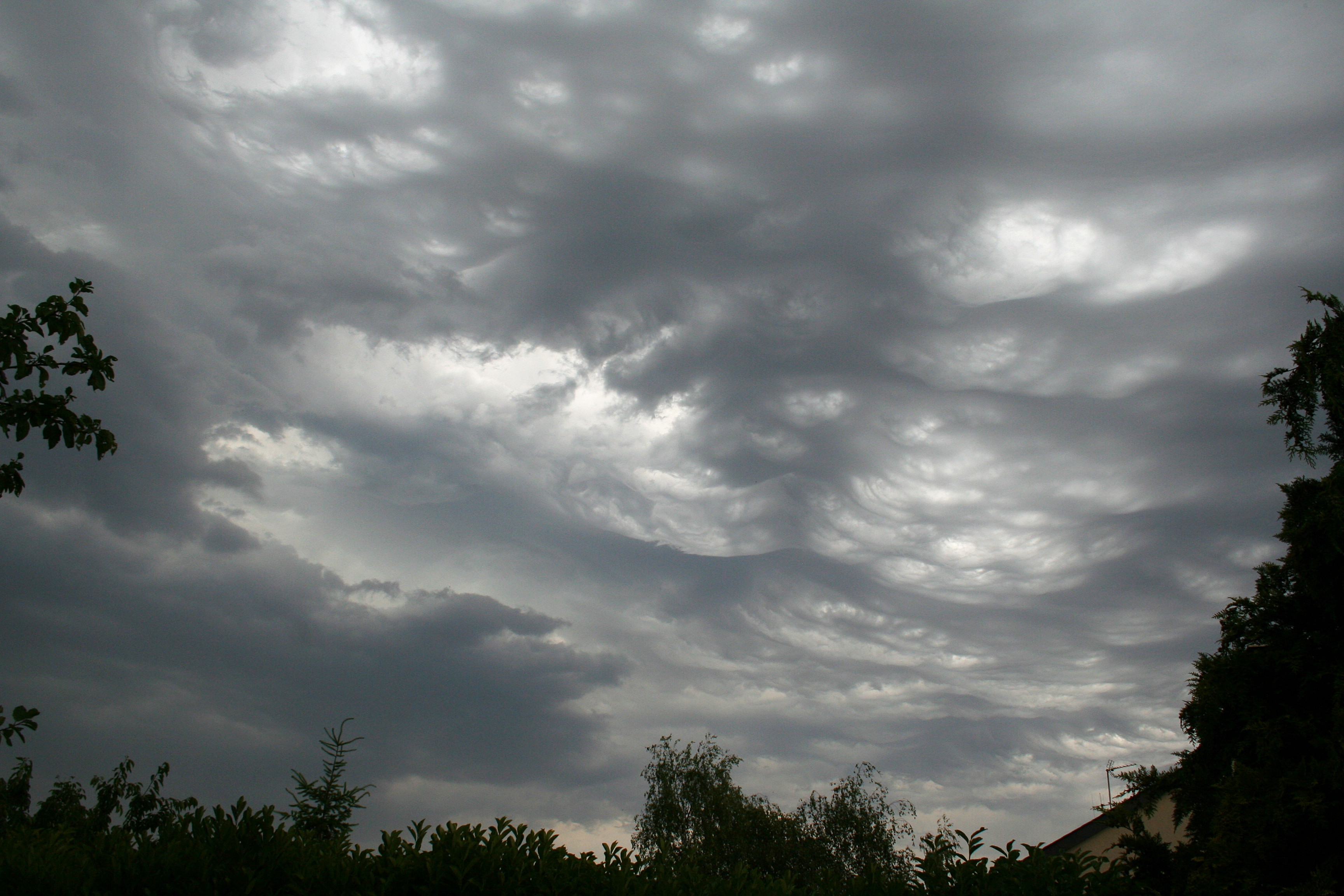
Stratocumulus lacunosus
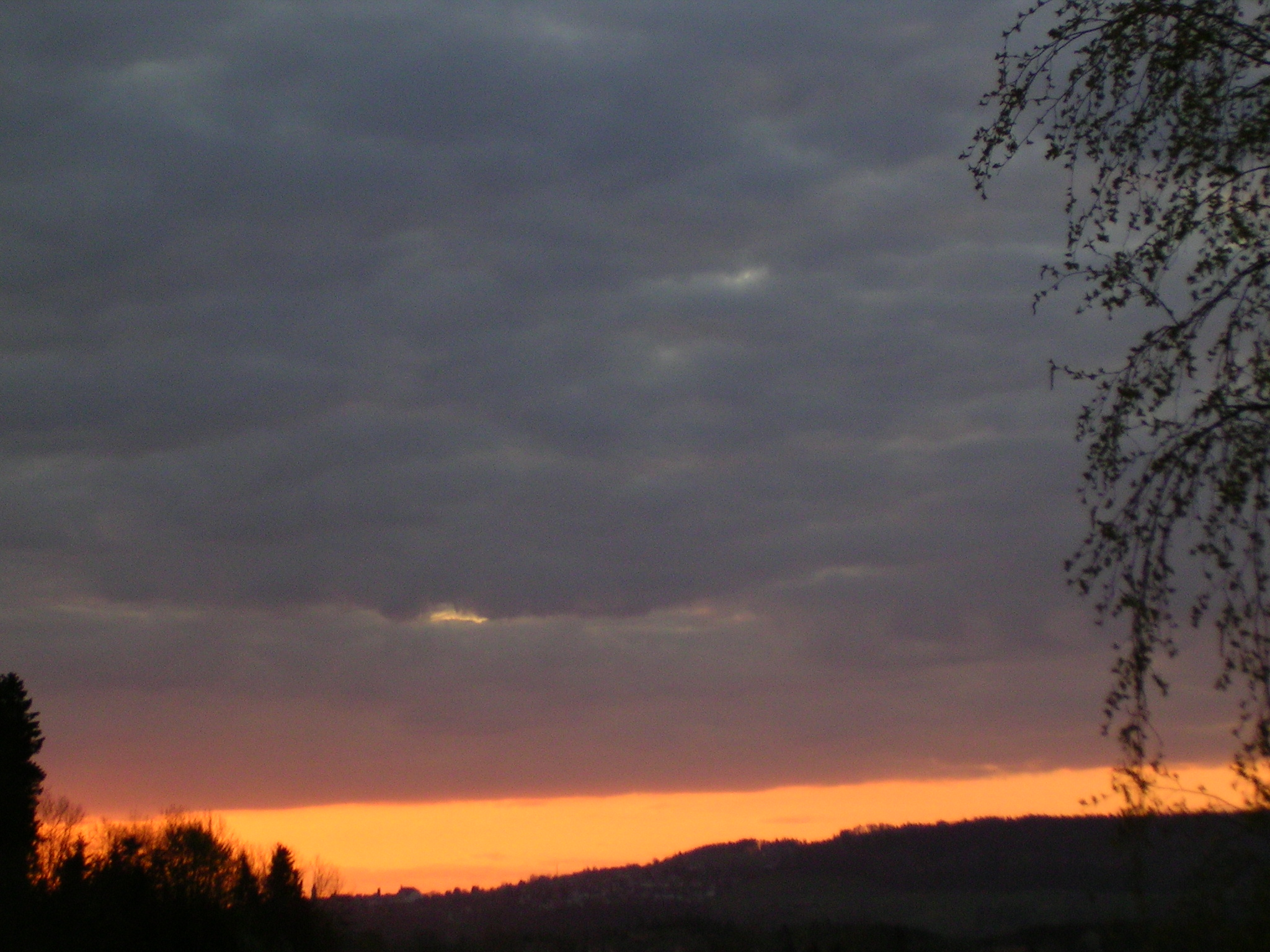
Stratocumulus opacus
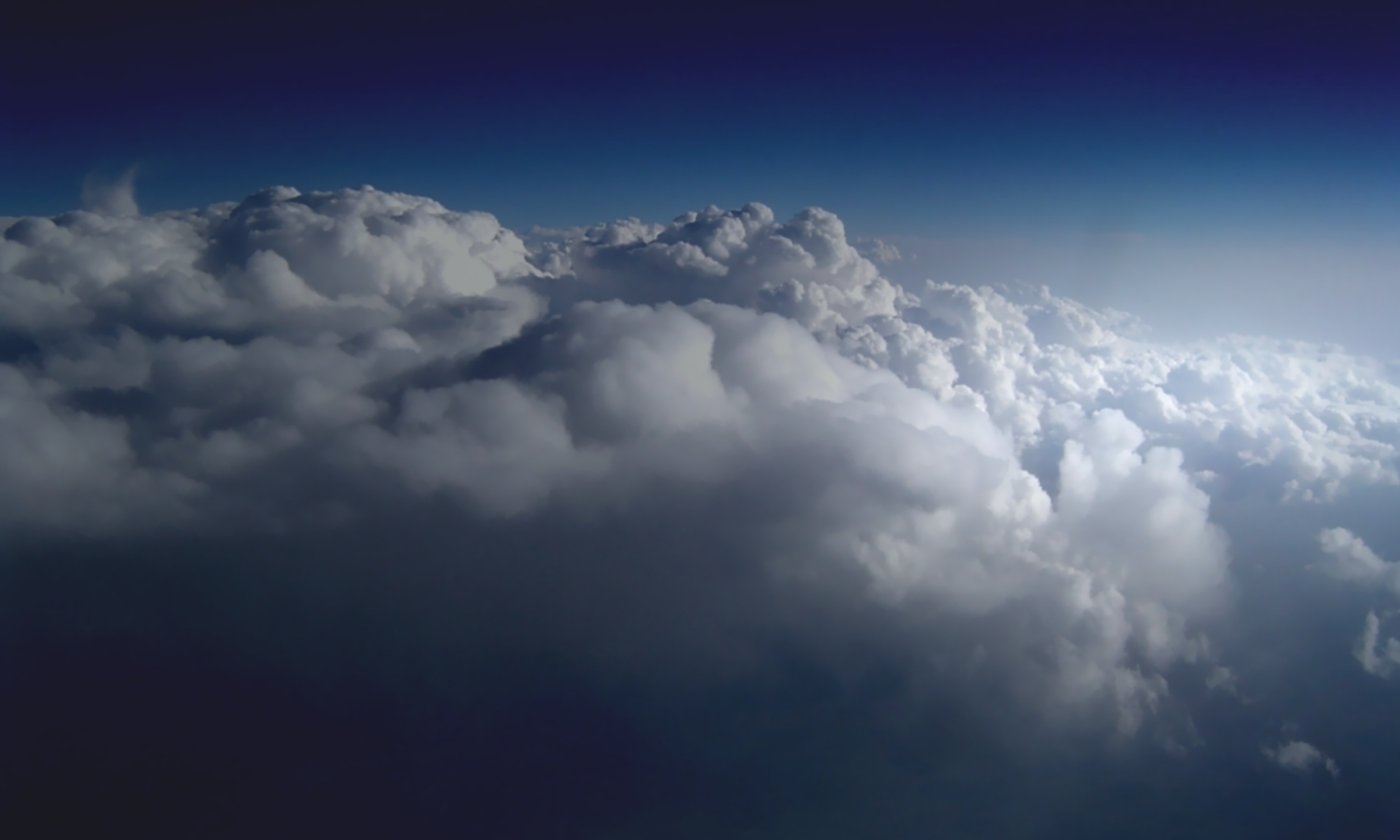
Stratocumulus perlucidus
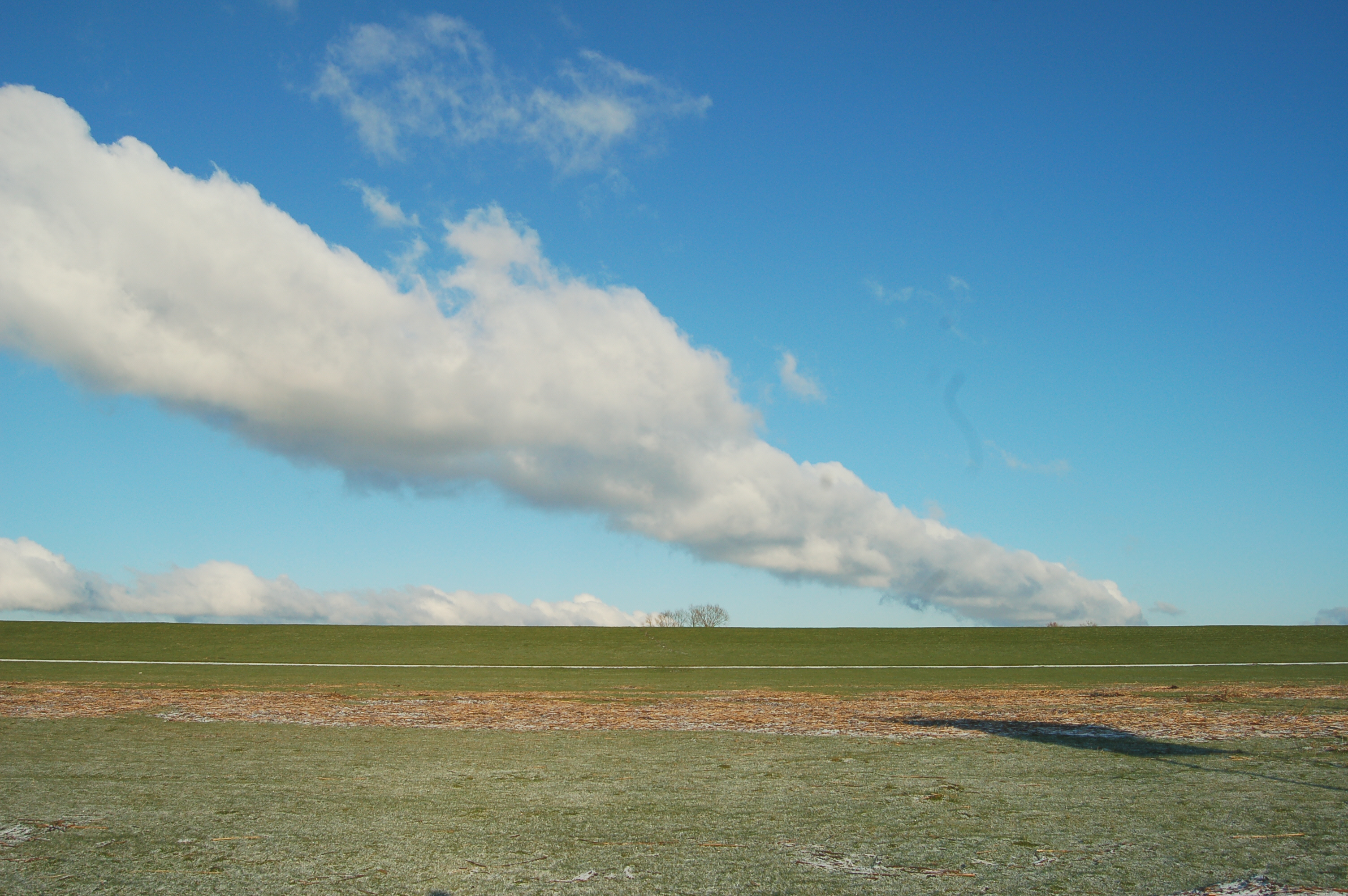
Stratocumulus radiatus
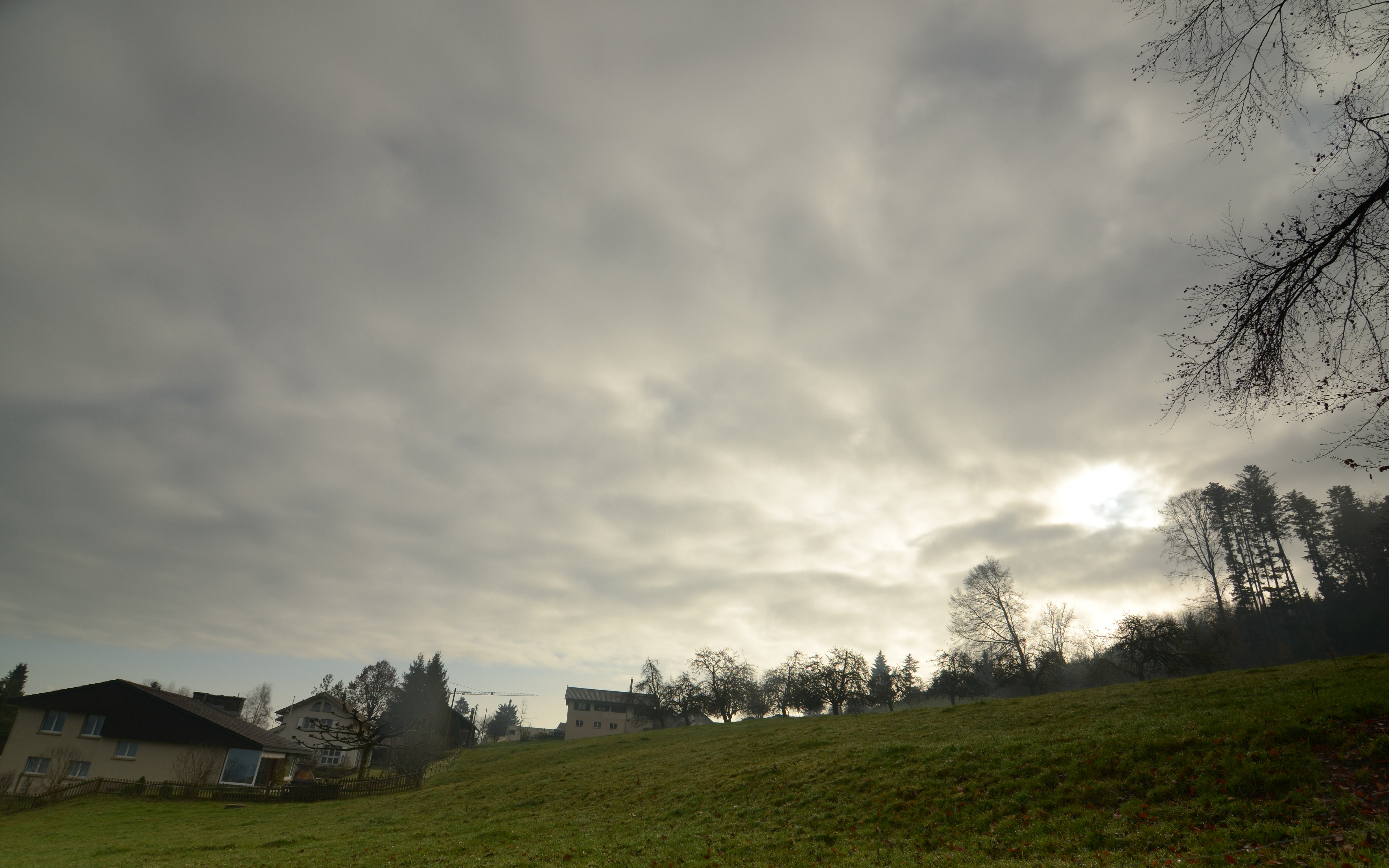
Stratocumulus translucidus

### Rétroaction climatique
Une simulation de 2019 prédit que si les gaz à effet de serre atteignaient trois fois le niveau actuel de dioxyde de carbone dans l'atmosphère, les stratocumulus pourraient se disperser brutalement, contribuant ainsi au réchauffement de la planète.